# Daniel Mazur
Daniel Mazur (* 26. května 1978 Praha) je český politik, fyzik a projektový manažer, od září 2022 zastupitel a od února 2023 radní hlavního města Prahy, v letech 2018 až 2022 zastupitel a v letech 2018 až 2019 starosta městské části Praha 5, od roku 2014 člen Pirátů.

## Život
Narodil se v roce 1978 v Praze, kde má celý život trvalé bydliště. Po maturitní zkoušce na gymnáziu studoval v letech 1996 až 2002 na Matematicko-fyzikální fakultě Univerzity Karlovy. Doktorský titul poté získal v roce 2006 na Chicagské univerzitě, poté začal v srpnu 2007 vyučovat na Ženevské univerzitě ve Švýcarsku, kde působil do prosince 2010 také jako výzkumník. Pobýval rovněž v Terstu. V lednu 2011 se vrátil zpět do Česka, kde nadále působil ve své pedagogické a výzkumné činnosti, když do září 2019 pracoval na Univerzitě Karlově jako manažer výzkumných a infrastrukturních projektů. Od srpna do září 2012 pracoval jako stážista na univerzitě v Seattlu. Mezi lety 2014 a 2016 byl členem vědecké organizace CERIC-ERIC. Byl také zaměstnancem ČVUT.
Jeho oblíbenými volnočasovými aktivitami jsou četba a hraní deskových a počítačových her. Je členem Turnaje mladých fyziků.

### Politické působení
V roce 2013 se v souvislosti se sněmovními volbami v roce 2013 stal příznivcem České pirátské strany, v červnu 2014 pak do ní vstoupil jako člen místního sdružení na Praze 6. Poté se stal zakládajícím členem místního sdružení strany na Praze 5, kde se začal angažovat v roce 2016. Na jaře 2017 se stal garantem Pirátů pro vzdělání a vědu a před sněmovními volbami v roce 2017 se podílel na tvorbě programu strany. Program poté spoluvytvářel i před volbami do pražského zastupitelstva v roce 2018. V těchto volbách byl zároveň zvolen zastupitelem Prahy, v souběžných komunálních volbách byl zároveň z pozice lídra strany zvolen zastupitelem městské části Praha 5.
Po zvolení zastupitelem Prahy 5 byl o měsíc později zvolen také starostou městské části. Poté v dubnu 2019 rezignoval na funkci zastupitele Prahy. Z funkce starosty městské části byl ovšem odvolán v září 2019 po rozpadu místní vládní koalice, přičemž posléze začal působit jako opoziční zastupitel. Ve funkci starosty jej nahradila členka ODS Renáta Zajíčková. Mazur se k odvolání v říjnu 2019 vyjádřil tak, že jeho hlavní motivací k němu měl být jím zadaný audit, který měl odhalit pochybení rady města z předchozího volebního období. Ve sněmovních volbách v roce 2021 kandidoval ze 6. místa kandidátní listiny koalice subjektu Piráti a Starostové. Získal 3 060 preferenčních hlasů a skončil jako sedmý náhradník.
V komunálních volbách v roce 2022 funkci zastupitele Prahy 5 neobhájil, stal se však třetím náhradníkem kandidátní listiny Pirátů. V souběžných volbách do pražského zastupitelstva byl však z 5. místa kandidátní listiny zvolen zastupitelem města a krátce poté zvolen předsedou školského výboru. V únoru 2023 se pak stal radním pro informatiku, Smart City, vědu, výzkum a inovace.
Ve sněmovních volbách v roce 2025 kandiduje na 18. místě kandidátní listiny Pirátů v Praze.